# Tramvajová trať Ostrava-Poruba – Kyjovice-Budišovice
Tramvajová trať Ostrava-Poruba – Kyjovice-Budišovice je jednokolejná s výhybnami, má normální rozchod (1435 mm) a je jednou ze čtyř meziměstských tramvajových tratí v Česku. Společně s tratí Liberec – Jablonec nad Nisou se jedná o poslední jednokolejnou tramvajovou trať v pravidelném provozu v Česku.

## Historie

### Železniční trať
Trať ze svinovského nádraží do Kyjovic byla od roku 1923 budována jako klasická parní železnice na náklady slezské země, přičemž 30 % se podíleli místní zájemci. Dne 2. srpna 1925 byl slavnostně uveden do provozu (provozovatelem byly Slezské zemské dráhy, zkratkou SZD) první úsek trati kolem říčky Porubky do Vřesiny. Na tomto úseku byly zřízeny stanice Svinov, Poruba a Vřesina. Pro zázemí železnice byla vystavěna ve Svinově dvojkolejná výtopna (dnes servis firmy DAF) s odstavnou kolejí a pro napojení na železniční trať ČSD Přerov–Bohumín byl vystavěn spojovací oblouk na nádraží místní dráhy Svinov – Klimkovice, z kterého vedla další spojka na zmíněnou trať. Pro ubytování zaměstnanců dráhy byly vystavěny před nádražím ve Svinově dva obytné domy z nichž jeden se zachoval dodnes (sídlí v něm městská policie). Kvůli výstavbě dráhy byl přeložen i tok Porubky okolo svinovského kostela.
Dne 7. listopadu 1926 byl zprovozněn další úsek trati z Vřesiny do Dolní Lhoty. Na tomto úseku se nacházela jedna stanice Dolní Lhota-Čavisov a jedna zastávka Krásné Pole. Tento úsek byl stavebně náročnější. Stejně jako i v jiných úsecích byly podél tratě osazovány patníky s nápisem SZD, které označovali vlastníka dráhy Slezské zemské dráhy, a kilometrovníky.
Poslední úsek trati z Dolní Lhoty do Kyjovic byl dán do provozu 6. listopadu 1927. Na úseku byla jedna stanice Kyjovice a jedna mezilehlá zastávka Horní Lhota. V Kyjovicích byla zároveň postavena druhá, menší jednokolejná výtopna. Z Kyjovic měla trať dále pokračovat do Pusté Polomi a dále až do Hradce nad Moravicí, ale kvůli nedostatku financí bylo toto pokračování odloženo na neurčito. Navíc obce chtěly dráhu elektrizovat a napojit ji na ostravský tramvajový systém.
V 30. letech 20. století byla zprovozněna vlečka ze svinovského nádraží do dřevařských závodů Ignáce Blažeje a z kyjovického nádraží do budišovické pily.
Trať byla velmi využívaná zejména Ostravany, kteří z této oblasti učinili i díky trati chatařskou a chalupářskou oblast.

### Převzetí městem a elektrifikace
1. ledna 1943 přešla trať pod správu Společnosti moravských místních drah (SMMD), která začala plánovat její elektrizaci, k níž došlo nakonec až po druhé světové válce. Ve 40. letech obdržela konečná stanice Kyjovice přídomek Budišovice, jelikož nádraží leží na katastrálním území sousedních Budišovic. Při výstavbě dráhy totiž Budišovice neměly o trať zájem a finančně se na stavbě podílely pouze Kyjovice. V dalších letech byl pro lepší orientaci název otočen na Budišovice-Kyjovice. Od roku 1949 trať vlastní a provozuje, stejně jako celou ostravskou tramvajovou síť, Dopravní podnik města Ostravy, později přejmenovaný na Dopravní podnik Ostrava.
V letech 1947–1948 byla trať ve dvou etapách postupně elektrifikována: 29. srpna 1947 v úseku Svinov – Vřesina, kde byla vystavěna i měnírna, a 19. prosince 1948 ve zbývajícím úseku Vřesina – Kyjovice-Budišovice. Od roku 1947 zde jezdily klasické tramvaje, čímž byla trať překlasifikována na tramvajovou. Zároveň byla dráha kolejově napojena u svinovského nádraží na ostravskou tramvajovou síť. Také byly obnoveny snahy o dostavbu tratě do Hradce nad Moravicí, které nakonec definitivně padly v 50. letech. Na trati jezdily dvounápravové vozy v pravidelném intervalu na lince č. 5.
V rámci výstavby sídliště Poruba byla plánována pro dovoz materiálu výstavba železniční trati z Polanky, ale nakonec byla zvolena varianta levnější s využitím stávající tramvajové trati mezi Svinovem a Porubou. S pokračující výstavbou sídliště byla vystavěna vlečka do skladu materiálů Bytostav, zároveň byla zprovozněna druhá vlečka, která se odpojovala v půlce trati mezi Bytostavem a porubským nádražím a vedla skrz – v té době ještě nepostavený – Oblouk a po ulici Porubské až pod dnešní autobusovou zastávku Věžičky (směr Oblouk). Tato vlečka byla plánována i pro osobní dopravu, ke které ale nakonec nedošlo a vlečka zanikla s dostavbou Oblouku.
Na trati se v časech výstavby sídliště vyskytovaly těžké nákladní vlaky tažené nákladními tramvajemi. S postupující dostavbou sídliště také vzrůstala poptávka po dopravě. Tramvajová trať po ulici 17. listopadu byla teprve na papíře a proto byla v úseku Svinov – Poruba dráha zkapacitněna formou výstavby dvou nových výhyben U hřiště a U Porubky (ve Svinově) a U Bytostavu (v Porubě). Také bylo prodlouženo svinovské zhlaví bývalé stanice Poruba pro rychlejší křižování a plynulejší obrat tramvajových souprav. V úseku Svinov – Poruba byl zaveden 12minutový interval.

### Redukce a modernizace provozu
Po dostavbě sídliště Poruba byl rapidně snížen počet nákladních vlaků. Také byla zprovozněna tramvajová trať po dnešní ulici 17. listopadu.
Dne 30. října 1969 se stala v nepřehledném oblouku kousek za restaurací U Slunce vážná nehoda dvou tramvají. 3. listopadu 1969 byl zastaven provoz tramvají v úseku Svinov – Poruba, smyčka a byla zavedena náhradní autobusová doprava, která ale fungovala jen necelý půlrok. Mezitím byla na tomto úseku obnovena nákladní doprava. Tramvaje do Kyjovic zatím začaly vyjíždět z nové smyčky v Porubě na Vřesinské. Původní úsek mezi svinovským nádražím a Porubou byl dále využíván pro nákladní dopravu až do 30. září 1970, kdy byl zrušen definitivně.
Při zavádění moderních čtyřnápravových tramvají typu T se v ostravském prostředí vyskytl zásadní problém – jednokolejné tratě vedoucí z města nebyly způsobilé k jízdě těchto vozů. Proto došlo k postupnému rušení tratí (1973 – úzkorozchodné tratě, 1976 – trať do Hrabové, 1978 – do Klimkovic, 1981 – do Hlučína). Vzhledem k rekreačnímu významu však nebylo vhodné rušit i trať do Kyjovic. Proto byla na jaře 1980 zahájena rekonstrukce celého úseku, která definitivně skončila v roce 1991, a během níž byla v Zátiší vystavěna smyčka pro obracení jednosměrných tramvajových vozů. Protože dvounápravové tramvaje již nebylo kvůli technickým potížím možné nasazovat, bylo vyčleněno několik vozů Tatra T2, kterým byl upraven profil kol a umožněna jízda záděmi k sobě (označováno jako PX). Tyto tramvaje byly později modernizovány na typ T2R. Dvounápravové tramvaje byly zhruba od roku 1985 nasazovány jen v noci, a nakonec byl dne 28. února 1986 jejich provoz jako na vůbec posledním místě v tehdejší ČSSR ukončen zcela.

### Nedávná minulost a současnost
Od roku 1980 do roku 1991 probíhala náročná rekonstrukce trati, která začala nezvykle od Kyjovic směrem do Poruby kvůli tomu, aby nemohla být zastavena (pokud by začala naopak, hrozilo ukončení prací ve Vřesině nebo Dolní Lhotě). Bývalé nádražní budovy byly prodány soukromým vlastníkům, byl zredukován počet kolejí ve výhybnách ze tří na dvě a také byla zbořena stará výtopna v Kyjovicích, kde byla mimo jiné vystavěna tramvajová smyčka. Konečná zastávka Budišovice-Kyjovice změnila název na Zátiší, podle blízké části Budišovic. Byly také zprovozněny nové zastávky Poruba koupaliště, Nová Plzeň, U Obory a Dolní Lhota osada, byla zrušena zastávka Záhumení.
Na této trati je od roku 2008 kvůli lepšímu zabezpečení umístěna světelná signalizace a je zde provozována tramvajová linka č. 5 Poruba, Vřesinská – Zátiší v 20–30minutovém intervalu od 3 do 23 hodin celotýdenně. Vybrané spoje také pokračují ze zastávky Vřesinská dále do Poruby a Dubiny.

## Popis tratě

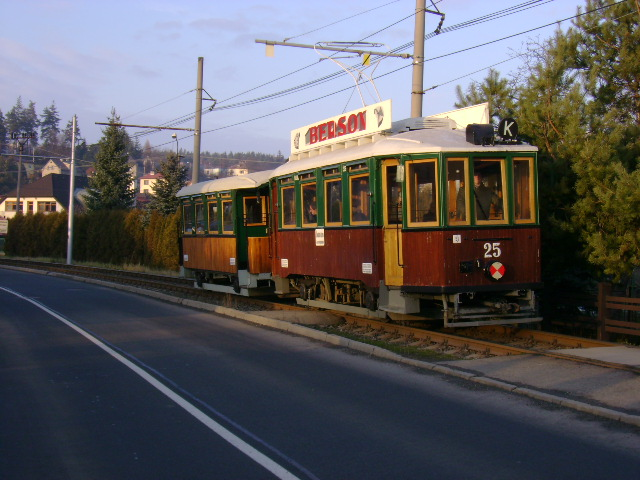
Historická souprava u zastávky Nová Plzeň (při speciální akci 31. prosince 2006)

Trať je jednokolejná se dvěma výhybnami (Vřesina a Dolní Lhota). Až do května 2024 se jednalo o jedinou jednokolejnou tramvajovou trať o rozchodu 1435 mm v Česku. V tomto termínu ji doplnila přerozchodovaná trať Liberec – Jablonec nad Nisou.
Trať vychází ze smyčky Vřesinská, kde je napojena na zbytek ostravské tramvajové sítě, vede kolem porubského koupaliště, míjí louky, pole a několikrát vjíždí do lesa, až končí na konečné Zátiší v Kyjovicích-Budišovicích.

### Zastávky
Na trati se nachází 10 zastávek (stav k 1. červenci 2007):
- Poruba,Vřesinská (jinak též Poruba smyčka)
- Poruba,koupaliště
- Vřesina (výhybna)
- Vřesina,Nová Plzeň
- Krásné Pole
- Dolní Lhota,U Obory
- Dolní Lhota (výhybna) (jinak též Dolní Lhota-Čavisov)
- Dolní Lhota,osada
- Horní Lhota
- Budišovice,Zátiší (jinak též Kyjovice nebo Kyjovice-Budišovice)

Dnešní zastávka Zátiší leží na katastrálním území obce Budišovice, ale protože stavba tratě byla financována i sousedními Kyjovicemi, zatímco Budišovice neměly zájem, byla zpočátku nazvána „Kyjovice“. Později byla pro lepší orientaci cestujících přejmenována na „Kyjovice-Budišovice“ a poté naopak na „Budišovice-Kyjovice“. V 90. letech byla přejmenována na současný název „Zátiší“, tento název předtím ztratila dnešní trolejbusová zastávka „Sokola Tůmy“ v Ostravě-Mariánských Horách.

### Vybavení trati
Celá současná trať je lemována patníky s označením prvního provozovatele – Slezských zemských drah. Jeden patník se nacházel i na zrušeném úseku v Porubě pod dnešním Obloukem, v roce 2010 ale byl členy Kroužku přátel MHD Ostrava přenesen do objektu ústředních dílen DP Ostrava.
Na trati se nacházejí i bývalé výpravní budovy, a to v Porubě, Vřesině, Dolní Lhotě a Kyjovicích-Budišovicích. V Horní Lhotě a Krásném Poli jsou původní přístřešky.
Na trati jsou dvě měnírny – Vřesina (starší, dnes se nepoužívá) a Dolní Lhota (vybudovaná v roce 1994).

## Zabezpečení jednokolejného provozu
Provoz na jednokolejné trati nebyl do jara 2008 řízen světelnou signalizací ani jiným elektronickým zabezpečovacím zařízením, ale byl zabezpečen jen jízdním řádem a vizuálním kontaktem řidičů. Provoz na trati řídil svými pokyny dispečer, který měl stanoviště u výchozí zastávky v Porubě. Po nehodě v dubnu 2008 primátor Petr Kajnar označil za zvláštní, že v dnešní době ještě existují taková místa, a nepřímo naznačil odpovědnost bývalého ředitele DPO, odvolaného v lednu 2008. Jde (v pravidelném provozu) o jednu z posledních dvou jednokolejných tramvajových tratí v České republice. Srovnatelná jednokolejná trať z Liberce do Jablonce byla po více než dvacetiletých přípravách a sérii tragických nehod zabezpečena roku 1993.
Po sjetí tramvají v červenci 2007 údajně začal Dopravní podnik hledat vyšší stupeň zabezpečení, například kamery a semafory, a ve spolupráci s technickými vysokými školami uvažoval i o náročnějších způsobech zabezpečení.
Od 21. dubna 2008, kdy byl obnoven provoz po tragické nehodě z 11. dubna, platila provizorní nová bezpečnostní opatření. Před výjezdem z výhybny na jednokolejný úsek si musel řidič vždy vyžádat telefonický souhlas dispečera, na tuto povinnost upozorňovalo u každé výhybny nově instalované žluté blikající signalizační světlo doplněné pokynem na tabulce. Vrchní inspektor Drážní inspekce Ostrava Robert Kindl uplatnil čtyři připomínky, které byly zapracovány do směrnice dopravního podniku. V kritickém úseku byla dosavadní maximální rychlost 60 km/h značkou omezena na 40 km/h.

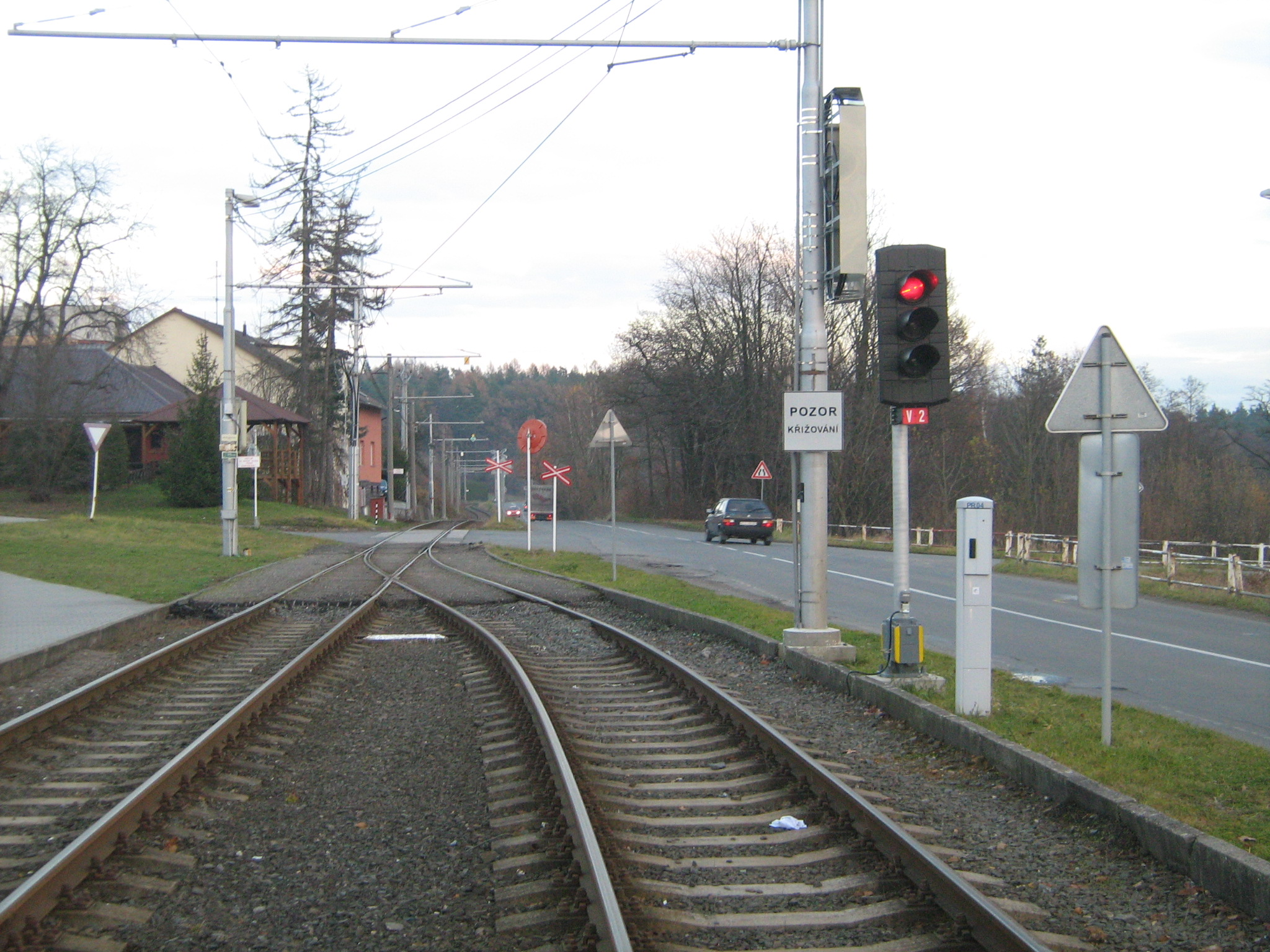
Zabezpečovací zařízení instalované v roce 2009

Proběhlo výběrové řízení na dodavatele nového zabezpečovacího zařízení, v říjnu 2008 byla vybrána nabídka společnosti AŽD Praha. Původní slib vybudování zabezpečovacího zařízení do konce roku 2008 se ukázal nereálným a jistý nebyl ani rok 2009, protože bylo třeba získat souhlas stovky majitelů pozemků a projednat stavbu s dalšími čtyřmi sty majitelů sousedních pozemků. V noci z 2. na 3. března 2009 byl na trati až do května přerušen provoz z důvodu instalace nového zabezpečovacího zařízení za 18 milionů Kč. 6. dubna 2009 bylo zabezpečovací zařízení uvedeno do zkušebního provozu.
Od dubna 2009 do poloviny října 2009 zaznamenal Dopravní podnik čtyři případy, kdy řidič nerespektoval signalizaci a vjel na trať, čímž způsobil, že zabezpečovací zařízení vypnulo přívod proudu. Ve všech případech byli řidiči potrestáni, případy byly řádně nahlášeny Drážní inspekci.

## Nehody a sjetí
Informace o historii nehod a sjetí tramvají na jednokolejných úsecích se začaly v médiích hromadně objevovat po tragické nehodě, která se stala 11. dubna 2008.

### Nehody v 60. a 70. letech
K nehodě na trati došlo již v roce 1964. V roce 2008 se nepodařilo dohledat o ní v archivech bližší informace.
28. dubna 2008 informoval server idnes.cz, že Český rozhlas Ostrava vypátral v archivech města soudní spis o nehodě, která se stala 30. října 1969 po půl osmé ráno na dnes již zrušeném úseku trati, v ulici Nad Porubkou, poblíž restaurace U Slunce. Zraněných bylo tehdy 20, z toho 3 těžce. Nehodu způsobila 28letá řidička, která nevyčkala na křižování. Dostala nejprve dvouletý podmíněný trest, vzhledem k vysoké škodě na socialistickém majetku (120 000 Kčs) jí však v odvolacím řízení byl trest změněn na dvouletý nepodmíněný. Výkon trestu nastoupila začátkem roku 1974, po roce byla předčasně propuštěna z důvodu amnestie, kterou vyhlásil prezident Ludvík Svoboda k výročí Vítězného února. Svědectví o nehodě poskytla švagrová řidičky Jarmila Petrovská.
19. dubna 2008 se deníku Právo svěřila bývalá průvodčí Karla Šmahlíková, že zažila srážku tramvají na této trati v létě 1974 nebo 1975 v dopravní špičce, kdy dispečer povolil jízdu prázdné tramvaji, která se jela odstavit se závadou brzd, do obsazeného úseku. Zraněných bylo tehdy 13, na místě byla přítomna i Veřejná bezpečnost, případ však byl ututlán a nebyl vyšetřen, ani tato průvodčí jako jedna z významných svědkyň (tehdy sepisovala na místě nehody seznam zraněných) nebyla vůbec pozvána k výslechu. V roce 2008 se nepodařilo dohledat o této nehodě v archivech bližší informace.

### Nenahlášená sjetí
Dopravní podnik Ostrava i Drážní inspekce bezprostředně po nehodě v dubnu 2008 tvrdily, že jde o první událost podobného druhu a že dosavadní způsob zajištění trati fungoval až do této nehody spolehlivě a jde o první nehodu na této trati.
Ještě 16. dubna 2008 zástupci DP Ostrava tvrdili, že o žádných dřívějších případech sjetí protijedoucích tramvají na trati nevědí, a i Drážní inspekce byla podle tvrzení svého mluvčího informacemi o nich překvapena. 17. dubna 2008 tvrdil František Kořínek, náměstek pověřený řízením podniku, že je nulová pravděpodobnost, že by již někdy v minulosti došlo ke sjetí protijedoucích tramvají a následnému couvání.
Do médií však začala pronikat tvrzení z řad veřejnosti, že ke sjetí protijedoucích tramvají na jednokolejném úseku došlo již mnohokrát, ale většinou byly tyto případy řešeny couváním. Poté i dopravní podnik přiznal dva takové případy za předchozí tři roky, a to 24. dubna 2007 a 6. července 2007, v obou případech vinou řidiče. Případy byly řešeny krácením prémií řidičů, napomenutím a připomenutím předpisů v povinném školení všech řidičů. Po červencové události podnik údajně začal hledat možnosti vyššího stupně zabezpečení trati.
27. května 2008 zahájila Drážní inspekce s Dopravním podnikem Ostrava správní řízení pro porušení čtyř ustanovení drážního zákona v uvedených dvou případech: dopravní podnik události inspekci neoznámil, nezdokumentoval je, dostatečně nevyšetřil příčinu obou incidentů a nepřijal opatření, aby se nic podobného neopakovalo. Dopravní podnik se hájil tím, že případy nepovažoval za mimořádné události. 30. června 2008 oznámila Drážní inspekce, že za tyto dvě neoznámené události udělila ostravskému dopravnímu podniku pokutu ve výši 1 milion Kč (horní hranice možné pokuty byla 10 milionů Kč). Dopravní podnik se proti pokutě odvolal, protože pouhé přejetí výhybky a následné couvání, nedošlo-li přímo ke sjetí na širé trati, nepovažoval za mimořádnou událost. Ministerstvo dopravy v odvolacím řízení pokutu zrušilo kvůli věcným i procesním pochybením, která mluvčí ministerstva v tiskovém prohlášení blíže nespecifikoval, a vrátilo Drážní inspekci k novému řízení, při němž podle ministerského mluvčího již Drážní inspekce pokutu udělit nemůže. 15. prosince 2008 média zveřejnila informaci, že Drážní inspekce napravila formální nedostatky předchozího rozhodnutí a udělila znovu pokutu ve stejné výši. Dopravní podnik podle svého ředitele uvažoval, že se opět odvolá.
6. srpna 2008 Drážní inspekce oznámila, že ve spolupráci s Policií ČR se dopátrala za období od roku 2000 ještě několika dalších případů nenahlášených vjetí do obsazeného úseku, z nichž však pouze dva (o den později uvedla tři, přičemž dva případy z roku 2004 se týkají stejné tramvaje a řidičky a došlo k nim ve stejný den, třetí případ byl z roku 2005) jsou ještě nepromlčené (tedy od roku 2004) a že o nich bylo zahájeno další správní řízení. 6. září 2008 se do médií dostala informace, že začátkem září Drážní inspekce vyměřila za tři nenahlášená sjetí z let 2004–2005 Dopravnímu podniku Ostrava pokutu 200 tisíc Kč (horní sazba možné pokuty byla 1 milion Kč). Oficiální zdůvodnění přislíbil DÚ zveřejnit 8. září. V odvolacím řízení ministerstvo dopravy dosud (10. prosince 2008) nerozhodlo.

### Nehoda 11. dubna 2008
11. dubna 2008 v 17:53 hod. došlo na trati k tragické dopravní nehodě, mezi zastávkou Poruba koupaliště a Vřesina se srazily dvě protijedoucí tramvaje, kloubová typu Tatra K2 s dvouvozovou soupravou Tatra T3SUCS, výsledkem bylo z celkového počtu 87 cestujících 35 zraněných osob, z toho 15 těžce, 3 lidé zemřeli (podle pozdějších údajů byli 3 zemřelí, 11 lidí utrpělo těžkou újmu na zdraví, 30 lidí středně těžká poranění a 22 lidí lehká). Řidiči se zahlédli při vzdálenosti vlaků 70 metrů a tramvaje se srazily vzájemnou rychlostí 70 km/h. Bezprostřední příčinou nehody bylo, že řidič kloubové tramvaje ve směru od Kyjovic nevyčkal ve výhybně Vřesina příjezdu zpožděné soupravy ve směru z centra.
Po nehodě byl po dobu deset dní na trati přerušen provoz, obnoven byl 21. dubna 2008 kolem 16 hodin za nových provizorních bezpečnostních opatření.
Na 24letého řidiče Petra Hrocha, který zapomněl vyčkat ve výhybně na křižování a překročil stanovenou maximální traťovou rychlost 60 km/h o 1,9 km/h, podal 28. srpna 2008 policejní vyšetřovatel státnímu zástupci návrh na obžalobu pro trestný čin obecného ohrožení. Obžaloba byla podána k Okresnímu soudu v Novém Jičíně. Žádné jiné osoby obviněny nebyly. Řidič Petr Hroch byl 22. ledna 2009 nepodmíněně odsouzen ke třem letům odnětí svobody, v rámci odvolacího řízení Krajský soud v Ostravě trest prodloužil na čtyři roky. Po odpykání poloviny trestu byl v roce 2012 z vězení podmínečně propuštěn.

## Vozidla
Pro provoz dráhy byly v roce 1925 zakoupeny dvě již ojeté parní lokomotivy řady 310.1 z roku 1890. Další dva stroje téže řady byly zakoupeny v roce 1926 (ojetá z roku 1905) a 1931. K těmto lokomotivám byly zakoupeny z kopřivnické vagónky tři osobní vozy třetí třídy. Další vozy (osobní, služební a nákladní) byly již byly pořizovány jako ojeté.
Po elektrifikaci byly lokomotivy a vozy rozprodány a provoz na trati zajišťovaly dvounápravové tramvaje. Od poloviny 80. let 20. století, kdy probíhala celková modernizace trati, zde jezdily čtyřnápravové tramvaje Tatra T2R, které byly později vystřídány vozy typu Tatra T3 a K2. V roce 2019 zajišťovaly provoz na trati hlavně vozidla VarioLF2 a Stadler Tango NF2.
Vzhledem ke své povaze a poloze je trať oblíbeným místem provozu historických tramvají. Jízdy pro veřejnost se konají vždy na jaře (tzv. Jízdy historických tramvají) a na začátku září (Hurá do školy).
V Technickém muzeu v Brně je dochován původní osobní železniční vůz třetí třídy Ci 103 z roku 1926, který byl zrenovován do původního stavu. Společně s ním se v TMB nachází i parní lokomotiva 310.134 z roku 1900 v neprovozním stavu. Tento konkrétní stroj sice na trati do Kyjovic-Budišovic nikdy nejezdil, má však dokumentovat provoz lokomotiv této řady na příměstské železniční trati.